# Ferreira do Zêzere
Ferreira do Zêzere és un municipi portuguès, situat al districte de Santarém, a la regió del Centre i a la subregió de Médio Tejo. L'any 2006 tenia 9.233 habitants. Limita al nord amb Figueiró dos Vinhos, al nord-est amb Sertã, a l'est amb Vila de Rei, al sud amb Tomar, a l'oest amb Ourém i al nord-oest amb Alvaiázere.

## Població
| Població de Ferreira do Zêzere (1801 – 2004) | Població de Ferreira do Zêzere (1801 – 2004) | Població de Ferreira do Zêzere (1801 – 2004) | Població de Ferreira do Zêzere (1801 – 2004) | Població de Ferreira do Zêzere (1801 – 2004) | Població de Ferreira do Zêzere (1801 – 2004) | Població de Ferreira do Zêzere (1801 – 2004) | Població de Ferreira do Zêzere (1801 – 2004) | Població de Ferreira do Zêzere (1801 – 2004) |
| -------------------------------------------- | -------------------------------------------- | -------------------------------------------- | -------------------------------------------- | -------------------------------------------- | -------------------------------------------- | -------------------------------------------- | -------------------------------------------- | -------------------------------------------- |
| 1801                                         | 1849                                         | 1900                                         | 1930                                         | 1960                                         | 1981                                         | 1991                                         | 2001                                         | 2004                                         |
| 1631                                         | 8984                                         | 13708                                        | 16008                                        | 15739                                        | 11099                                        | 9954                                         | 9422                                         | 9345                                         |

## Freguesies
- Águas Belas
- Areias e Pias
- Beco
- Chãos
- Ferreira do Zêzere
- Igreja Nova do Sobral
- Nossa Senhora do Pranto